# 佐藤吉勝
佐藤 吉勝（さとう よしかつ、1957年11月4日 - ）は、日本中央競馬会（JRA）・美浦トレーニングセンターの元騎手、現調教師。福島県出身。

## 来歴
1976年4月に騎手候補生として坂本栄三郎厩舎に入門し、1979年3月に同厩舎から騎手としてデビューする。1984年2月11日に行われた東京障害特別（春）をネイティブボーイで勝利し障害重賞で初優勝。1985年1月27日に行われたクイーンカップをタカラスチールで勝利して平地重賞初優勝。
厩舎解散に伴い1990年4月から大久保良雄厩舎へ所属変更、更に7月から田中清隆厩舎に所属変更された。
1998年にJRA調教師免許試験に合格し、同年2月で騎手を引退。翌1999年に美浦トレセンで厩舎を開業した。
2003年9月13日に行われた朝日チャレンジカップでカンファーベストが優勝し調教師として重賞初制覇。2006年8月6日の関屋記念で再びカンファーベストが勝ち重賞2勝目となる。2009年1月6日の中山6Rを勝利しJRA通算100勝を達成。

## 騎手成績
|      | 1着 | 2着 | 3着 | 騎乗数 | 勝率 | 連対率 |
| ---- | --- | --- | --- | ------ | ---- | ------ |
| 平地 | 68  | 89  | 99  | 1340   | .051 | .117   |
| 障害 | 12  | 18  | 13  | 121    | .099 | .248   |
| 計   | 80  | 107 | 112 | 1461   | .055 | .128   |

### 主な騎乗馬
- ネイティブボーイ（1984年東京障害特別（春））
- タカラスチール（1985年クイーンカップ）
- タカラフラッシュ（1988年ラジオたんぱ賞）

## 調教師成績

### 概要
|            | 日付           | 競馬場・開催  | 競走名                      | 馬名             | 頭数 | 人気 | 着順 |
| ---------- | -------------- | ------------- | --------------------------- | ---------------- | ---- | ---- | ---- |
| 初出走     | 1999年3月7日   | 2回中山4日5R  | 障害4歳以上未勝利           | ドミニカシチー   | 13頭 | 3    | 2着  |
| 初勝利     | 1999年4月17日  | 3回中山7日4R  | 4歳未勝利                   | ニシノボルドー   | 10頭 | 2    | 1着  |
| 重賞初出走 | 2001年11月17日 | 5回東京5日11R | 東京スポーツ杯2歳ステークス | カフェブリストル | 18頭 | 17   | 18着 |
| 重賞初勝利 | 2003年9月13日  | 4回阪神1日11R | 朝日チャレンジカップ        | カンファーベスト | 12頭 | 2    | 1着  |
| GI初出走   | 2003年11月2日  | 3回東京8日11R | 天皇賞（秋）                | カンファーベスト | 18頭 | 8    | 5着  |

## 主な管理馬
- カンファーベスト（2003年朝日チャレンジカップ、2006年関屋記念）